# アリタリア-イタリア航空
アリタリア-イタリア航空（アリタリア-イタリアこうくう、イタリア語: Alitalia - Società Aerea Italiana S.p.A.）は、かつて存在したイタリアの航空会社（フラッグ・キャリア）。社名の「アリタリア」は「翼」を意味する「アリ」と「イタリア」を掛け合わせた造語である。
2021年、慢性的な経営不振と、新型コロナウイルス感染症の世界的流行を原因とする国際線需要喪失のため、政府による再国営化が決定し、10月15日に新会社ITAエアウェイズ (Italia Trasporto Aereo/Italy Air Transport) へ経営が引き継がれることとなった。

## 概要

### 設立

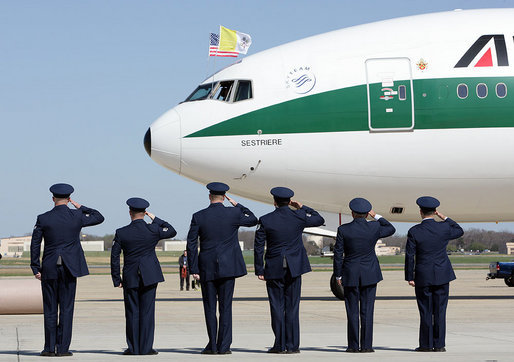
ローマ教皇搭乗機に敬礼するアメリカ軍兵士

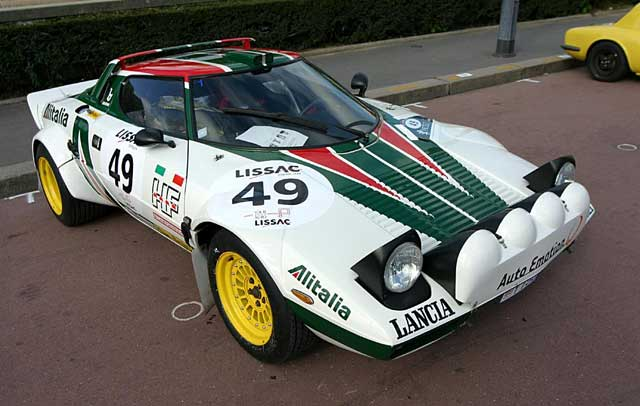
かつてスポンサーとなっていたランチアのストラトスラリーカー

第二次世界大戦後の1947年9月16日にイタリア産業復興公社と英国欧州航空の共同出資で設立された。当初はサヴォイア・マルケッティSM.95などの大戦時に製造された旅客機でイタリア国内線とヨーロッパ域内路線に就航した。その後ダグラス DC-6Bを長距離路線に、域内路線をビッカース バイカウントなどのプロペラ機で運航していた。
1957年には同じイタリアのLAI航空と合併。1960年代以降はシュド・カラベルやダグラス DC-8などのジェット機を導入し、ダグラスDC-8で日本路線へ就航した。

### アリタリアカラー
1969年、翌年からのボーイング747型機の導入に合わせて、国旗の色である緑・白・赤をベースに用い、会社の頭文字である「A」を尾翼に重ねるようにデザインした機体塗装を採用した。2008年にマイナーチェンジを施し従来のデザインや社名ロゴを少々変更した新塗装となり、その後2015年にも再度マイナーチェンジを施し順次塗り替えが行われている。
1975年から世界ラリー選手権でランチア・およびその親会社であるフィアットのスポンサーとなり、アリタリアカラーをまとったランチア・ストラトスおよびフィアット・131・アバルトラリーは無類の強さを見せ、日本でも人気を博した。このカラーリングは1970年代のモータースポーツを象徴するカラーリングとして現在でも高い人気を誇っている。
イタリア国内路線とヨーロッパ、アジア、アフリカ、北アメリカ、南アメリカ各大陸の都市に就航しており、現在は国内線やヨーロッパ域内路線、北アフリカ路線をマクドネル・ダグラスMD-82やエアバスA320シリーズで、中長距離路線をボーイング767やボーイング777、エアバスA330で運航していた。

### スカイチームへの加盟
世界有数の航空連合「スカイチーム」のメンバーであり、2001年に加盟を果たした。なお、スカイチームへの加盟の前にはウイングス・アライアンスへの加盟を予定していた。ローマ教皇のイタリア国外への旅行の際はたいてい同航空の特別チャーター便が使われている。

### 経営悪化
同時多発テロ以降経営が著しく悪化したため、イタリア政府が株式の49%を保有し事実上国有化された。しかし、2007年7月19日にはイタリア政府のディピエトロ建設相が「売却先が見つかるのならばたとえ1ユーロ（約170円）で売却しても構わない」と発言するなど、労働組合の抵抗によりリストラ策はなかなか進まず、毎年赤字を出し続けていた。
2007年12月14日には、同じスカイチーム内で提携しているエールフランス‐KLMが同社の買収のために一株あたり0.35ユーロで入札したと発表した。競争相手で、ルフトハンザドイツ航空の事実上の傘下にあるエアワンも、同社の買収意向を見せた（エアワンの入札額は一株あたり0.01ユーロ）。
同年12月21日、アリタリア航空役員会は、エールフランス-KLMに売却先の優先交渉権を与えることを決め、続いて 同年12月28日、イタリア経済・財務省は、政府の所有する49.9%の株式売却について、エールフランス‐KLMと独占交渉することを決めた。
2008年3月に、アリタリア航空はいったんエールフランス-KLMの買収案を受け入れた ものの、労働組合側が反対しており、交渉が難航した。また、イタリアのシルヴィオ・ベルルスコーニ首相も、「エールフランス-KLMによる買収を拒否する」と発言したが、 その一方で、アリタリア本社の経営審議会は3月26日に満場一致でエールフランス-KLMへの売却案を可決するなど、迷走が続いていた。
結局2008年4月2日、アリタリア航空労働組合の強い反対によりエールフランス‐KLMは買収を断念、アリタリアのマウリツィオ・プラート会長も辞任した。

### 分割による経営再建
イタリア政府は、航空事業会社と清算対象会社に分割し、収益の見込める部分を航空事業会社に引き継ぐ方針を固めた。2008年8月29日、アリタリア航空は分割案に同意し、約1,800億円の負債を抱えて会社更生手続きに入った
。
分割後の航空事業部門会社はベネトンや大手銀行などの投資を受け入れ、約7,000人の人員削減をする。ヨーロッパ域内はエアワン、長距離国際線はエールフランス‐KLM、ルフトハンザドイツ航空などと提携する計画である。9月18日、労働組合の反発があることから、イタリア国内の投資グループは再建計画から撤退した。
9月22日、支援企業を公募することになったが、支援先が決まらなければ運航停止、清算手続きに入る。また、再建策を提示しなければ、イタリアの航空当局から運航免許の停止もありうる状況であった。9月26日、主要な労働組合が合意したため、分割救済案が実施されることとなった。
分割後の新会社は「イタリア航空」として10月15日に発足した。
2009年1月13日に同社は公式サイトで無事完全民営化を果たし、名称も「アリタリア-イタリア航空会社」に変更、新会社として運航を開始したと発表した。同時に、会社の住所や電話番号、主なスケジュールの変更は無く、従来通り利用できる事も明言している。

### エティハド傘下へ
しかしその後も経営難は続き、2013年にはイタリア郵政公社などが第三者割当増資を引き受ける形で追加出資を行うが、当時の筆頭株主だったエールフランス-KLMは追加出資を見送ったため持株比率が低下し、実質的に同社傘下から外れた。そこで2014年2月にはアブダビのエティハド航空による出資話が浮上。最終的に同年8月にエティハドがアリタリアの株式の49%を取得し、実質的にエティハド傘下に入る方針が明らかにされた。
2014年12月には、同年経営を巡る対立で退任したイタリアの自動車メーカーフェラーリの前会長のルカ・ディ・モンテゼーモロが会長に就任した。2015年6月4日に新塗装を発表。胴体のグリーンラインを消去したほか、「Alitalia」ロゴが下側へ移動した。

### 再度の経営破綻
ところがエティハド傘下となった後も経営悪化は止まらず、2017年にはまたも経営危機に瀕する。同年3月にはモンテゼーモロが経営不振の責任を取る形で会長を辞任。4月には社員数削減・給料カットなどを柱とした経営再建策がまとめられたが従業員投票で否決されたため、5月2日に特別管財人による経営管理を申請し事実上倒産した。なお営業は継続している。
再びイタリア政府管理下となった同社について、政府は同年10月に再建に向けたスポンサー募集を行い、ルフトハンザドイツ航空やイージージェットなど7陣営が入札を行った。ただスポンサー選定は難航しており、イタリアの政局も絡み数度の延期を繰り返した挙げ句、全く目処が立たない状況が続いた。

### 再建計画とその白紙化
2019年に入り、イタリア国鉄（フェッロヴィーエ・デッロ・スタート、FS）主導で経営を再建する案が浮上し、最終的に同年7月、イタリアで空港・高速道路等の管理を行っているアトランティア、そして同じスカイチーム陣営に属するデルタ航空がスポンサーとなり、FSと共同で経営を行う方針が内定した。
またライバルのエア・イタリーが破産（最終的には2020年2月）したことはプラスになると思われた。しかし事業計画の話し合いで折り合わずスポンサー間で最終合意に至ることができない状態が続き、2020年1月、FSがスポンサーから脱退したことにより再建案は白紙に戻った。

### 国有化と経営規模縮小へ
その後も再建スポンサーの選定は続けられていたが難航し、加えて2019年末からの新型コロナウイルス感染症（COVID-19）の世界的大流行に伴う航空需要の急激な落ち込みが経営に大打撃を与えたことから、最終的に2020年4月23日、ステファノ・パトゥアネッリ産業大臣が同年中に完全国有化することを発表した。
計画では政府が新たに設立する新会社が経営を引き継ぐ他、2021年10月15日をもって新会社ITA(Italia Trasporto Aereo/Italy Air Transport)エアウェイズに移行することが発表された。また、一部報道でマイレージプログラムなどはEUの不承認を理由に引き継がないとされ、スカイチーム脱退も検討するとされていて、再国営化による政府出資により空港発着枠譲渡とリース経費削減のためリース契約切換と運用機種削減を行いつつ新機材リース導入に伴い人員整理を行う予定としている。

### 運航停止
現地時間2021年10月14日、アリタリア-イタリア航空としてのラストフライト、カリャリ・エルマス空港発AZ1586便がローマ・フィウミチーノ空港に着陸し、アリタリア-イタリア航空は名実ともに74年の歴史に幕を閉じ、同時にスカイチームも退会した。

## 保有機材

### 運航機材
2019年9月現在、アリタリア‐イタリア航空の機材は以下の通りである。これらの機材の多くは2021年10月15日、アリタリアを引き継いで運航を開始する航空会社「ITA(イタリア・トラスポルト・アエレロ：Italia Trasporto Aereo)エアウェイズ」に引き継がれるが、経年機は引き継がず退役を進める。
一方、リースによる新機材導入も進めて効率が良い機体への更新を進める予定で、2021年9月末にA220 x 15機、A320neo x 2機、A321neo x 9機、A330-900neo x 5機のリース契約を結んで2022年以降導入する予定となっており、この他にA350-900をリース契約するとしている。
| 機材                       | 運用機数 | 発注機数 | 座席数 | 座席数 | 座席数 | 座席数 | 備考 |
| 機材                       | 運用機数 | 発注機数 | B      | PY     | Y      | Total  | 備考 |
| -------------------------- | -------- | -------- | ------ | ------ | ------ | ------ | --- |
| エアバスA319-100           | 22       | ‐        | 48     | ‐      | 96     | 144    | |
| エアバスA319-100           | 22       | ‐        | ‐      | ‐      | 144    | 144    | |
| エアバスA320-200           | 38       | ‐        | 51     | ‐      | 120    | 171    | うち1機（EI-DTJ）は機体全体に従業員のサインが書かれている 他2機（EI-EIB､I-BIKC）は引継国営新エアラインITA - Italia Trasporto Aereoへ移管 |
| エアバスA320-200           | 38       | ‐        | ‐      | ‐      | 171    | 171    | うち1機（EI-DTJ）は機体全体に従業員のサインが書かれている 他2機（EI-EIB､I-BIKC）は引継国営新エアラインITA - Italia Trasporto Aereoへ移管 |
| エアバスA320-200           | 38       | ‐        | 54     | ‐      | 120    | 174    | うち1機（EI-DTJ）は機体全体に従業員のサインが書かれている 他2機（EI-EIB､I-BIKC）は引継国営新エアラインITA - Italia Trasporto Aereoへ移管 |
| エアバスA320-200           | 38       | ‐        | ‐      | ‐      | 174    | 174    | うち1機（EI-DTJ）は機体全体に従業員のサインが書かれている 他2機（EI-EIB､I-BIKC）は引継国営新エアラインITA - Italia Trasporto Aereoへ移管 |
| エアバスA320-200           | 38       | ‐        | ‐      | ‐      | 180    | 180    | うち1機（EI-DTJ）は機体全体に従業員のサインが書かれている 他2機（EI-EIB､I-BIKC）は引継国営新エアラインITA - Italia Trasporto Aereoへ移管 |
| エアバスA321-100           | 10       | ‐        | 42     | ‐      | 158    | 200    | |
| エアバスA321-100           | 10       | ‐        | ‐      | ‐      | 200    | 200    | |
| エアバスA330-200           | 12       | ‐        | 22     | 17     | 217    | 256    | うち1機（EI-DIR）はスカイチーム特別塗装機（運用休止整備保管中） 他1機（EI-EJN）は引継国営新エアラインITA - Italia Trasporto Aereoへ移管  |
| エアバスA330-200           | 2        | ‐        | 22     | ‐      | 240    | 262    | エティハド航空リース機、コロナにより運用休止整備保管中                                                                                   |
| ボーイング777-200ER        | 11       | ‐        | 30     | 24     | 239    | 293    | うち1機（EI-DDH）はスカイチーム特別塗装機 他1機（EI-ISD）はコロナにより20年7月に座席撤去応急貨物型に改修                                 |
| ボーイング777-300ER        | 1        | ‐        | 30     | 24     | 328    | 382    | コロナにより20年9月座席撤去応急貨物型に改修 21年7月以降運用停止整備保管中                                                                |
| アリタリア・シティライナー |          |          |        |        |        |        | |
| エンブラエル175            | 15       | ‐        | 12     | ‐      | 76     | 88     | |
| エンブラエル175            | 15       | ‐        | ‐      | ‐      | 88     | 88     | |
| エンブラエル190            | 5        | ‐        | 16     | ‐      | 84     | 100    | うち1機はスカイチーム特別塗装機 |
| エンブラエル190            | 5        | ‐        | ‐      | ‐      | 100    | 100    | うち1機はスカイチーム特別塗装機 |
| 計                         | 116      | 0        |        |        |        |        | |

同社が発注したボーイング社製航空機の顧客番号（カスタマーコード）は43で、航空機の形式名は 767-343ER, 777-243ER などとなる。

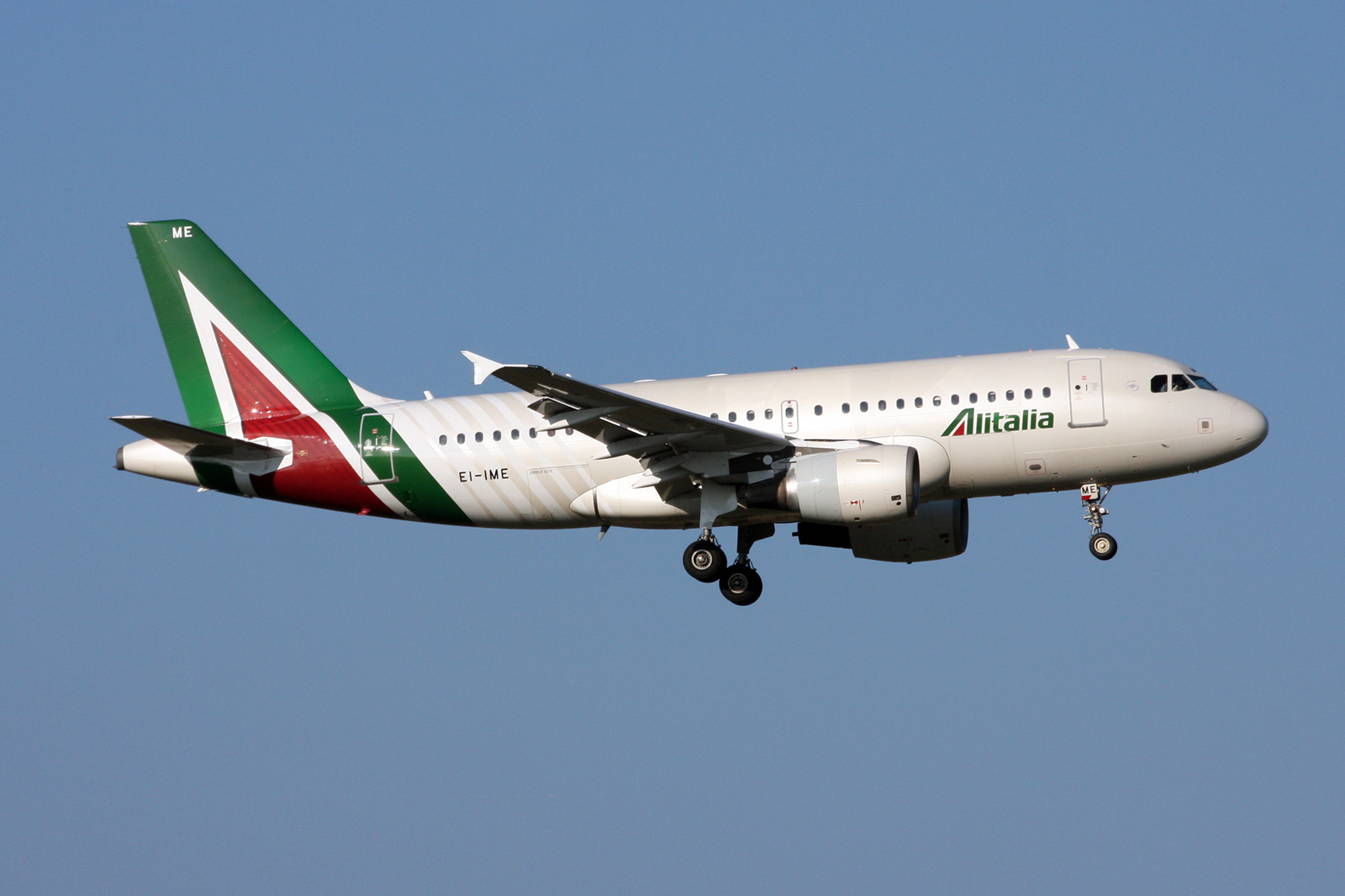
エアバスA319-100
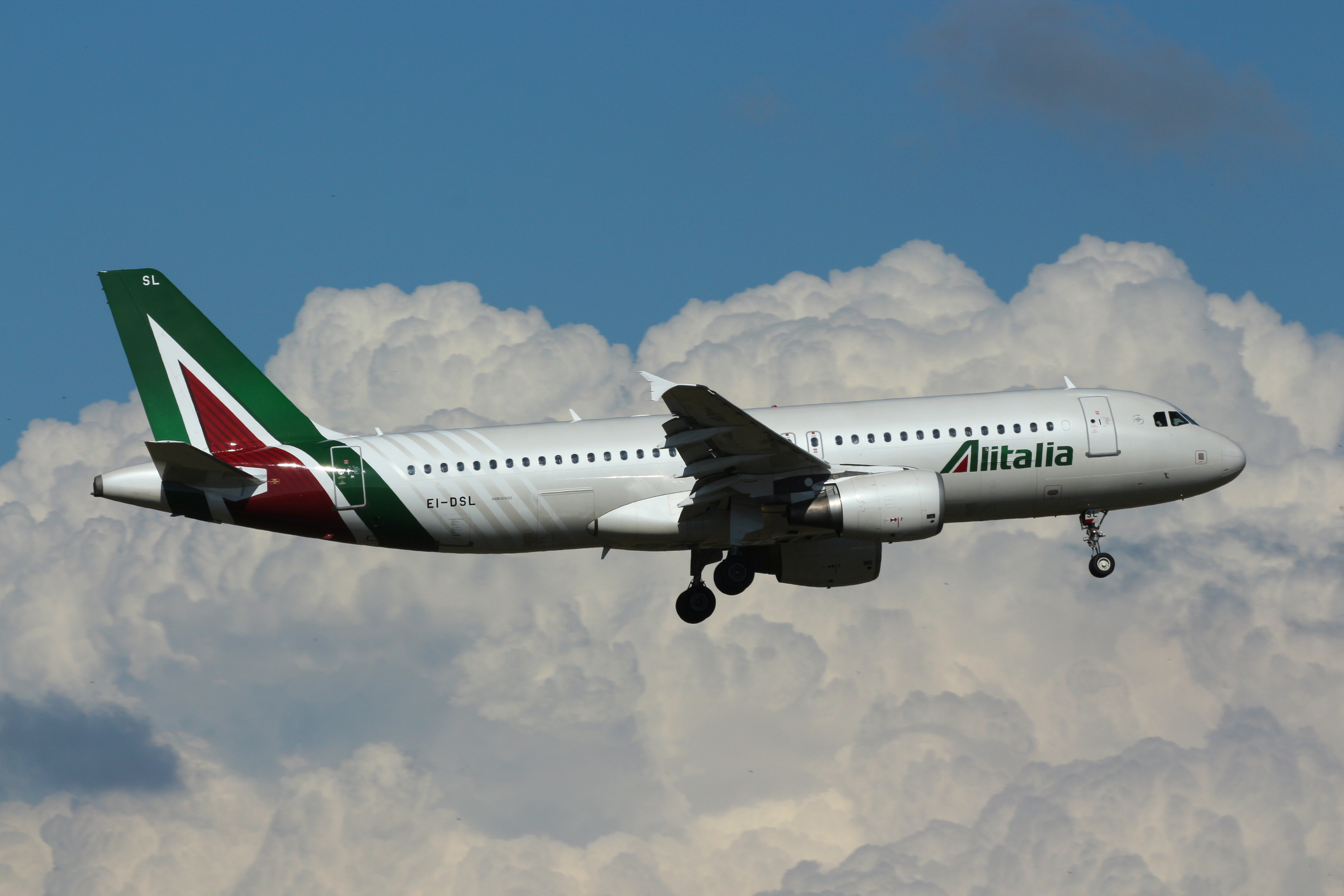
エアバスA320-200
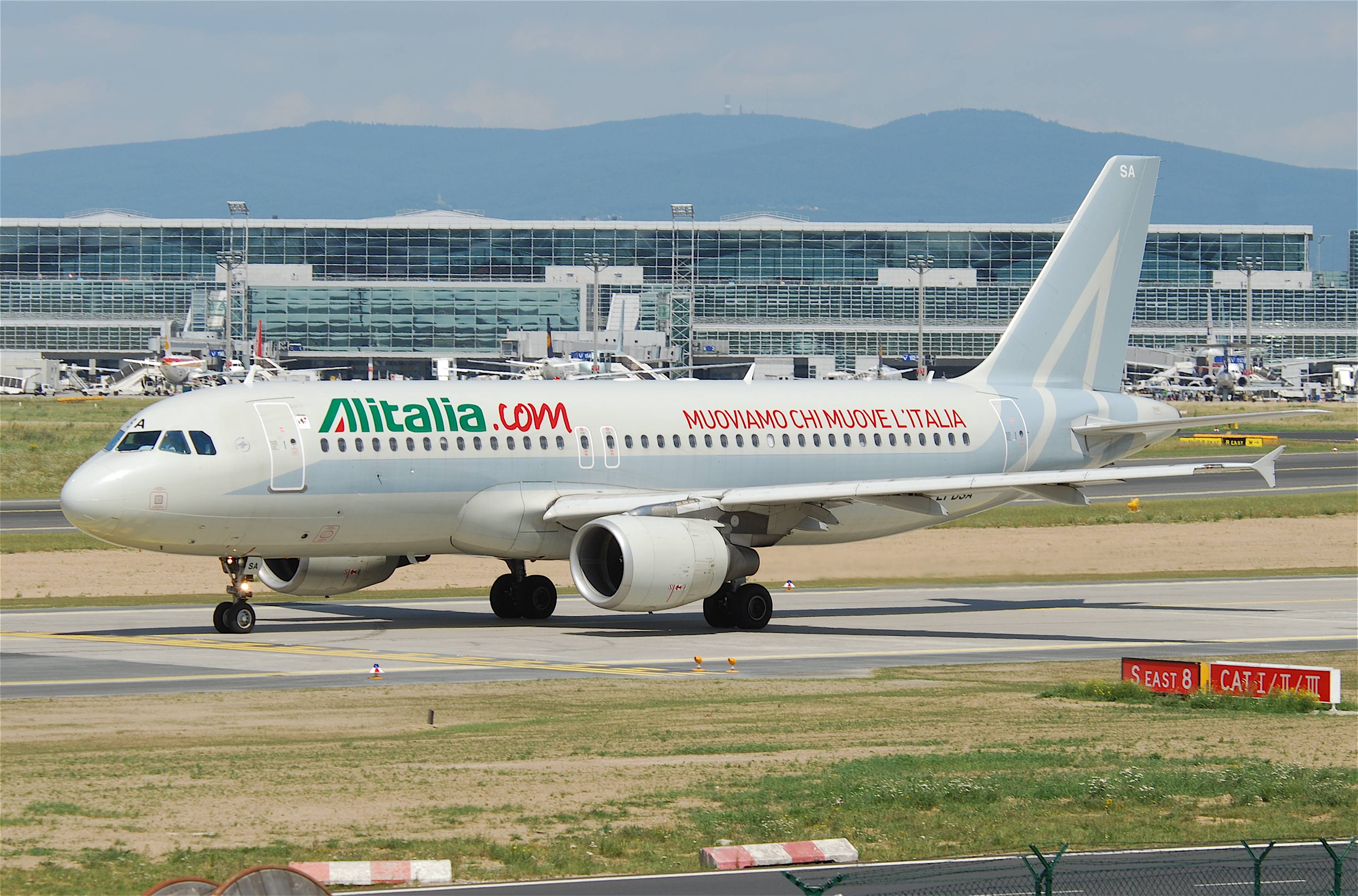
エアバスA320-200（特別塗装）
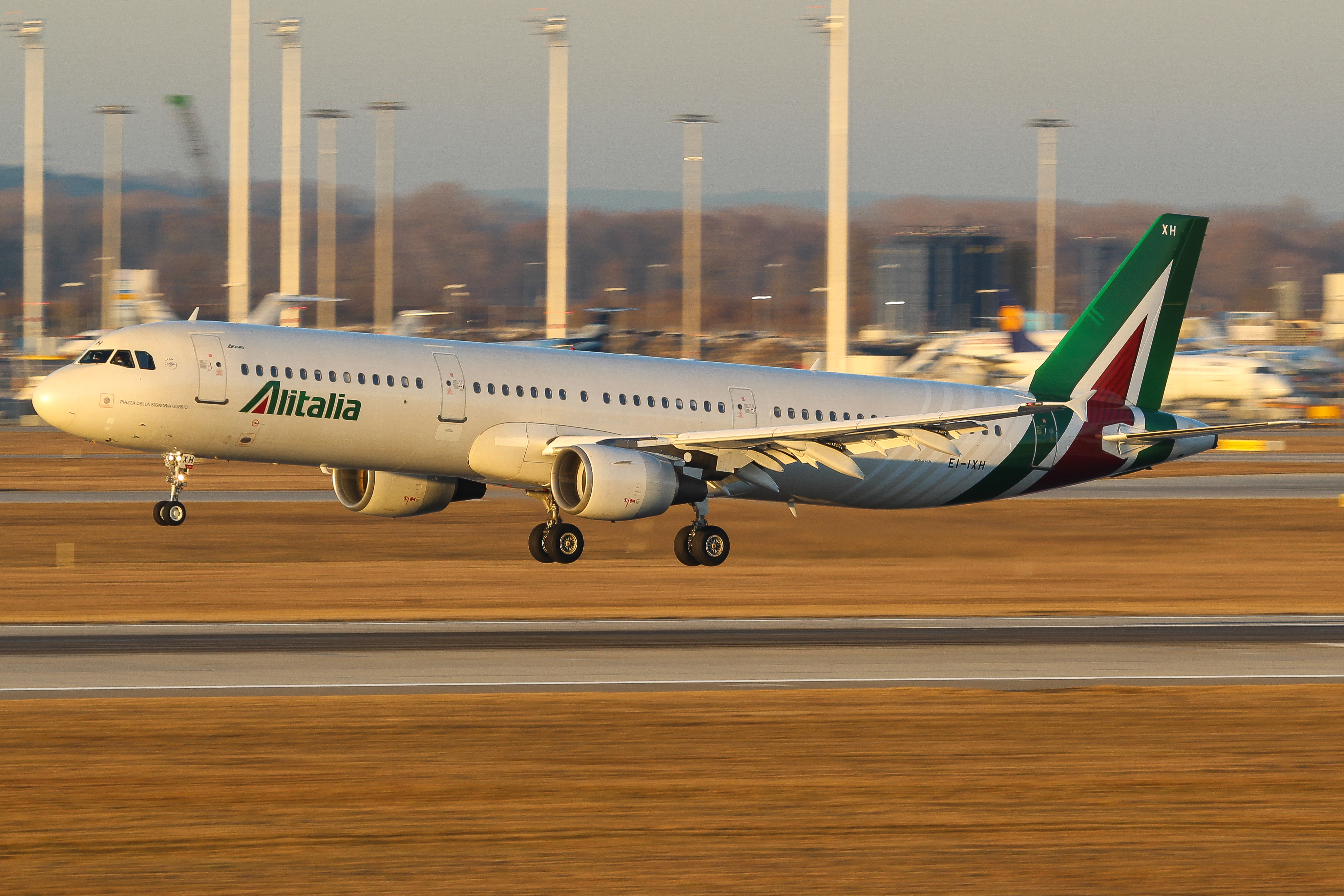
エアバスA321-100
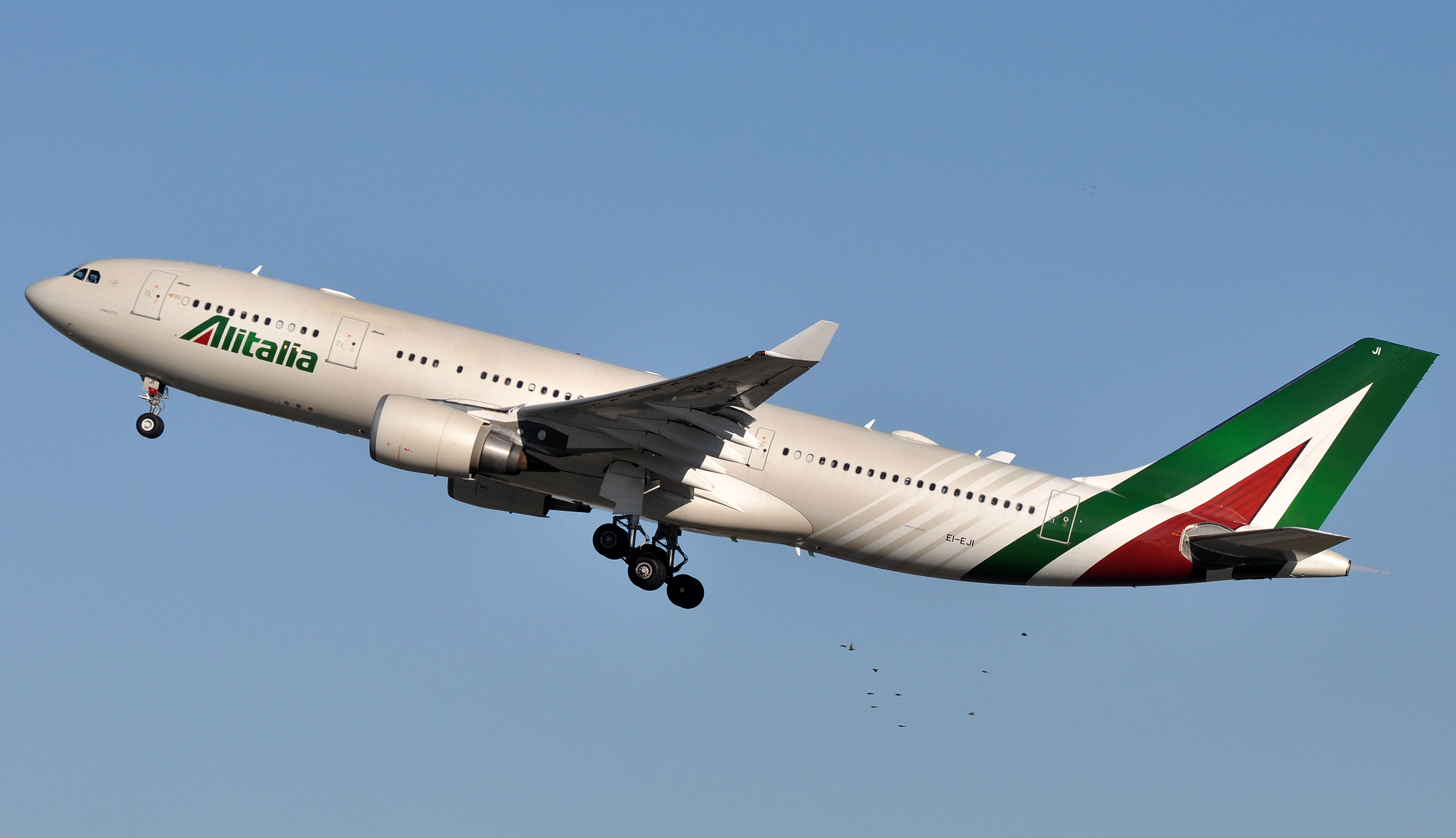
エアバスA330-200
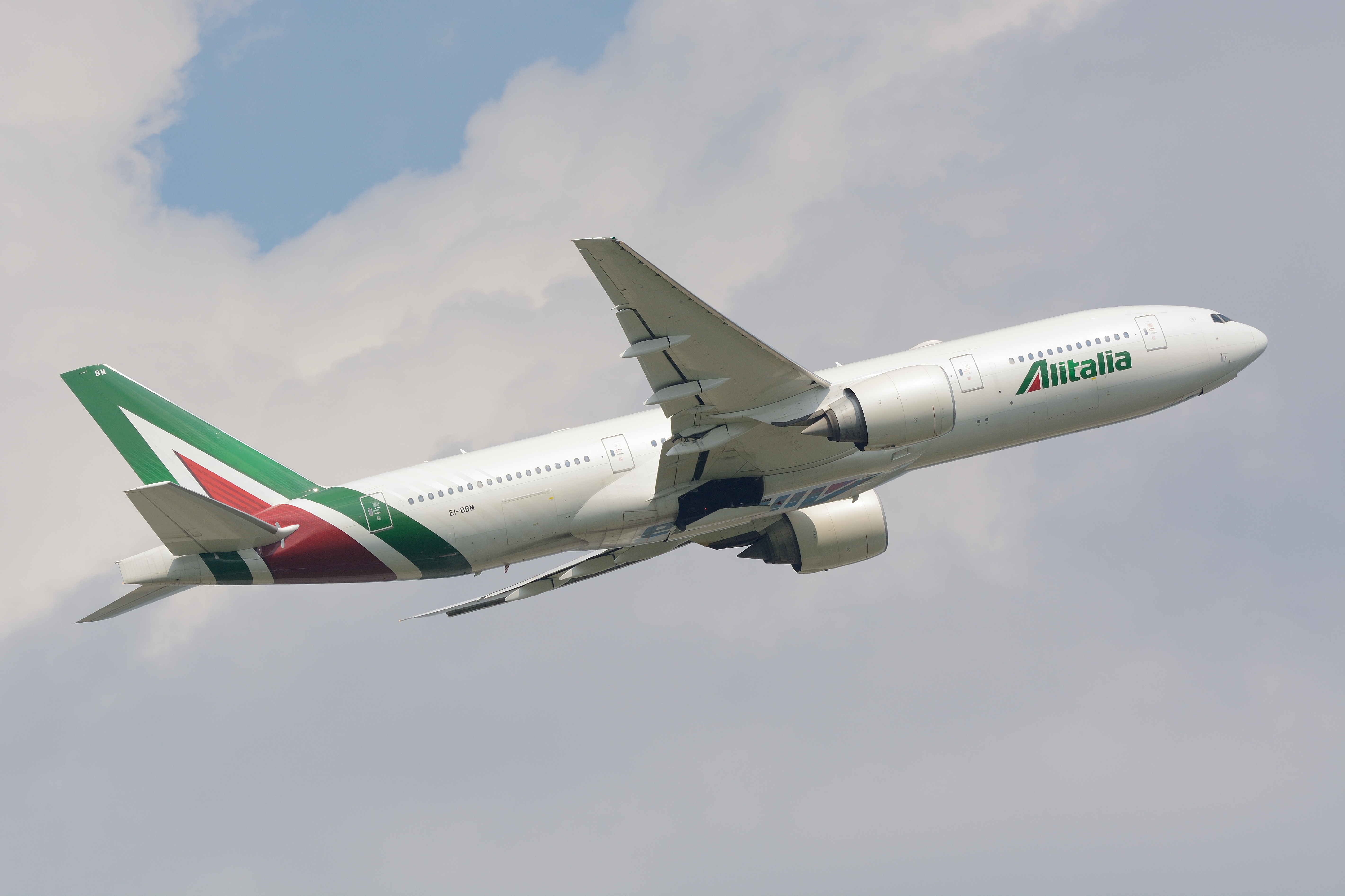
ボーイング777-200ER
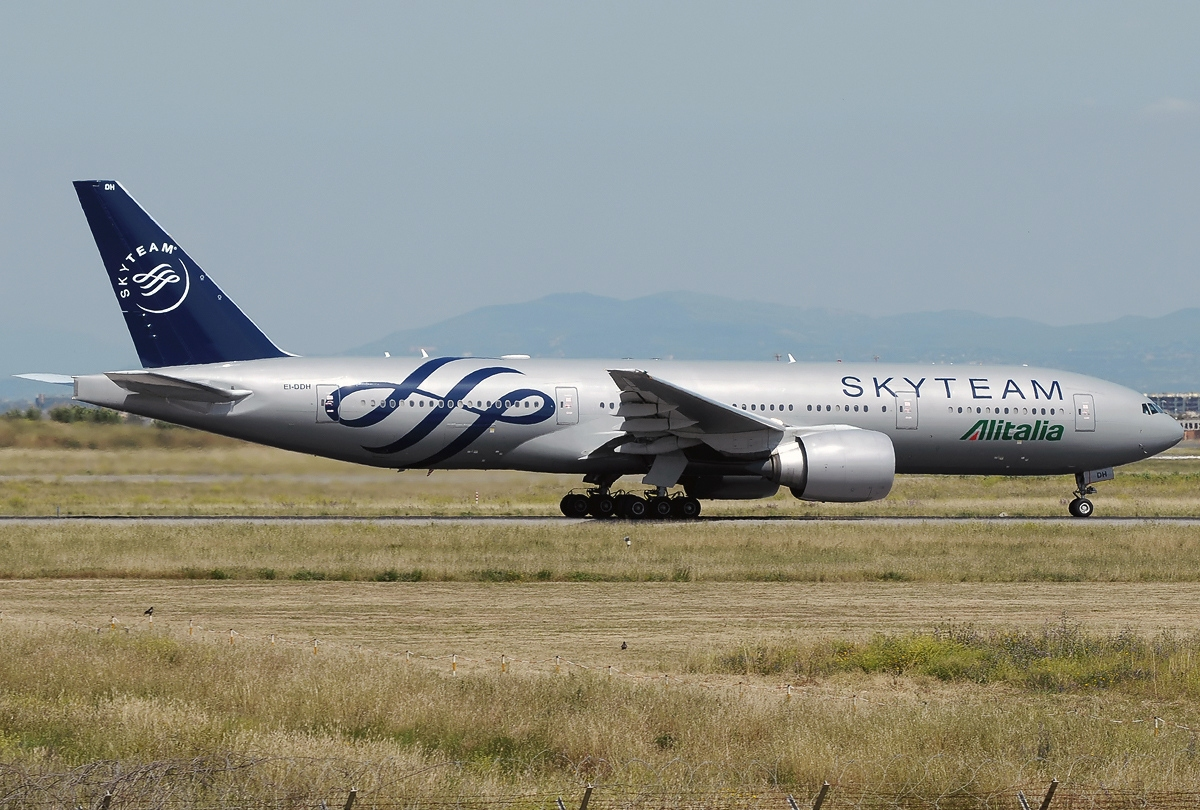
ボーイング777-200ER（スカイチーム塗装）
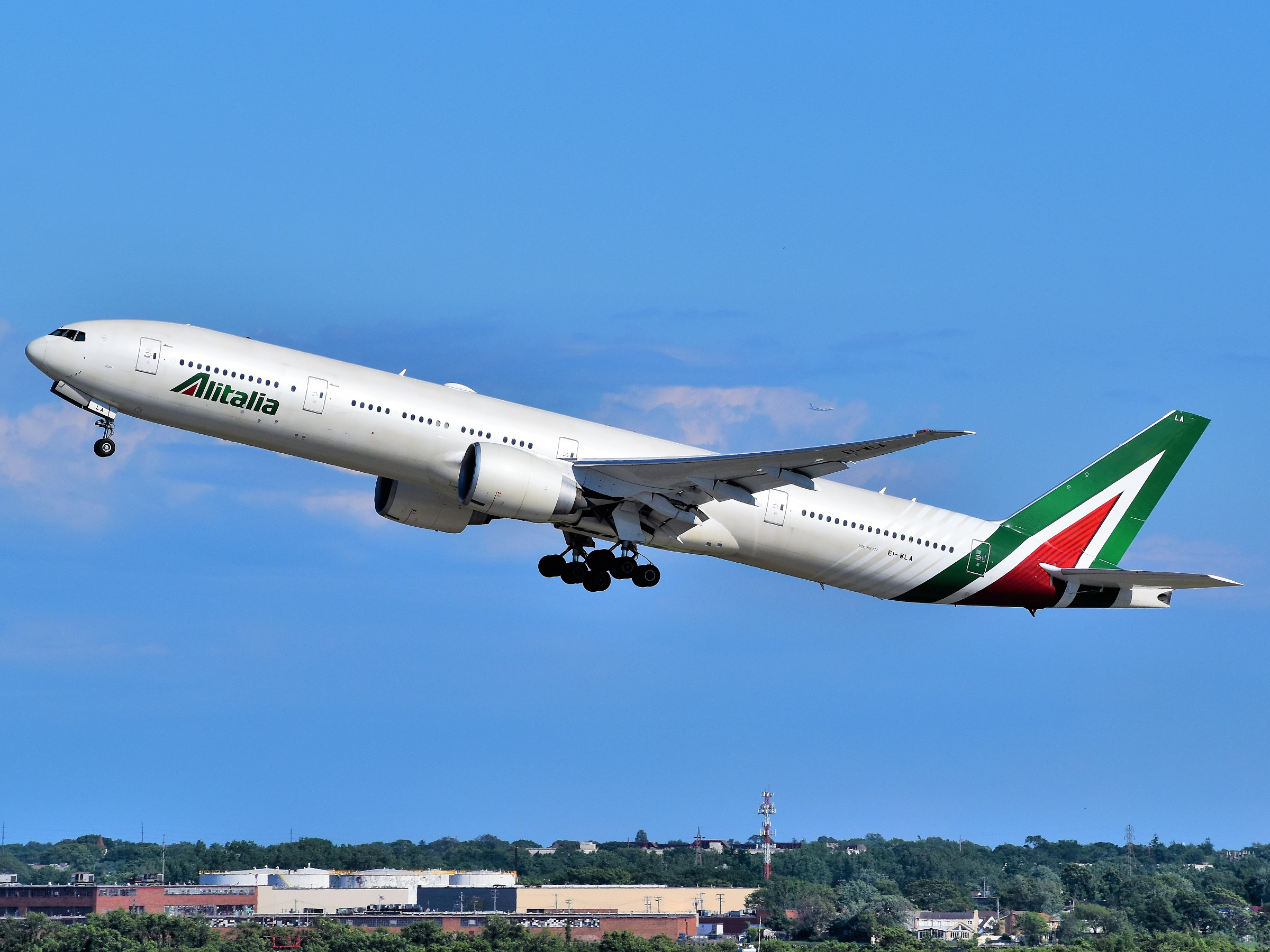
ボーイング777-300ER

### 退役機材
- ビッカース バイカウント
- ダグラスDC-6B
- ダグラスDC-8
- ダグラスDC-9
- ダグラスDC-10
- ボーイング727-200
- ボーイング747-100
- ボーイング747-200
- ボーイング747-200F（アリタリア・カーゴ）当初、同国メーカーのカロッツェリアで組み立てられた車体をアメリカのゼネラル・モータースで生産されたキャデラック・アランテ向けに輸送するための専用機として1986年から1993年までの7年間充当された時代があった。生産終了後、GM生産縛りから解放されてからはチャーター便で日本等にも飛来するようにもなった。
- ボーイング767-300ER
- エアバスA300B2
- マクドネル・ダグラスMD-11F（アリタリア・カーゴ）
- マクドネル・ダグラスMD-82
- ツポレフTu-104（短期間、チェコスロヴァキア航空との共同運航で用いられた。片側のみアリタリア航空の塗装）

2001年、ボーイング747-400を在来型747の後継機として5機発注したが、経営悪化によりキャンセルし、機材はヴァージン・アトランティック航空へ転売された。

### 退役機材画像

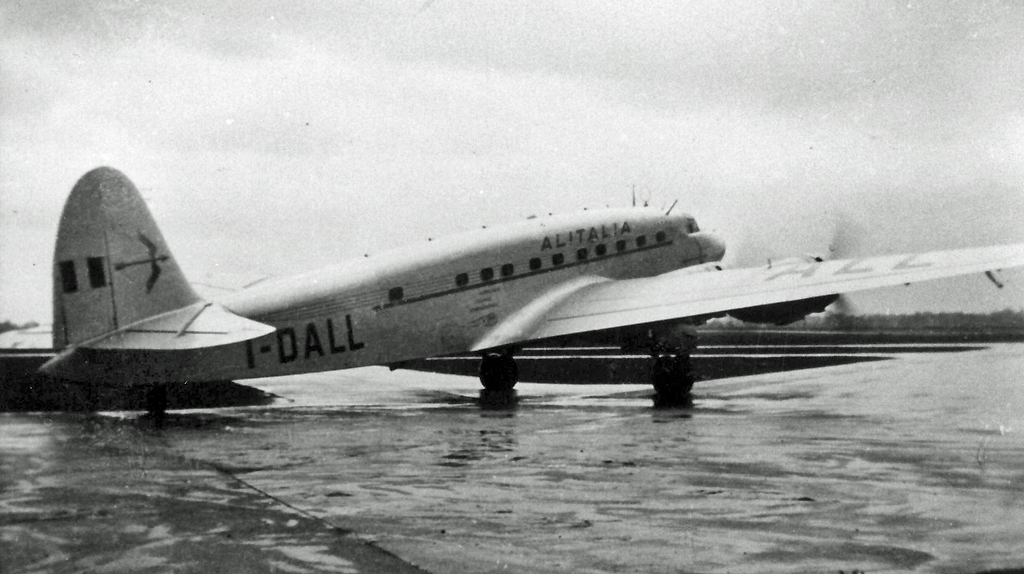
サヴォイア・マルケッティSM.95
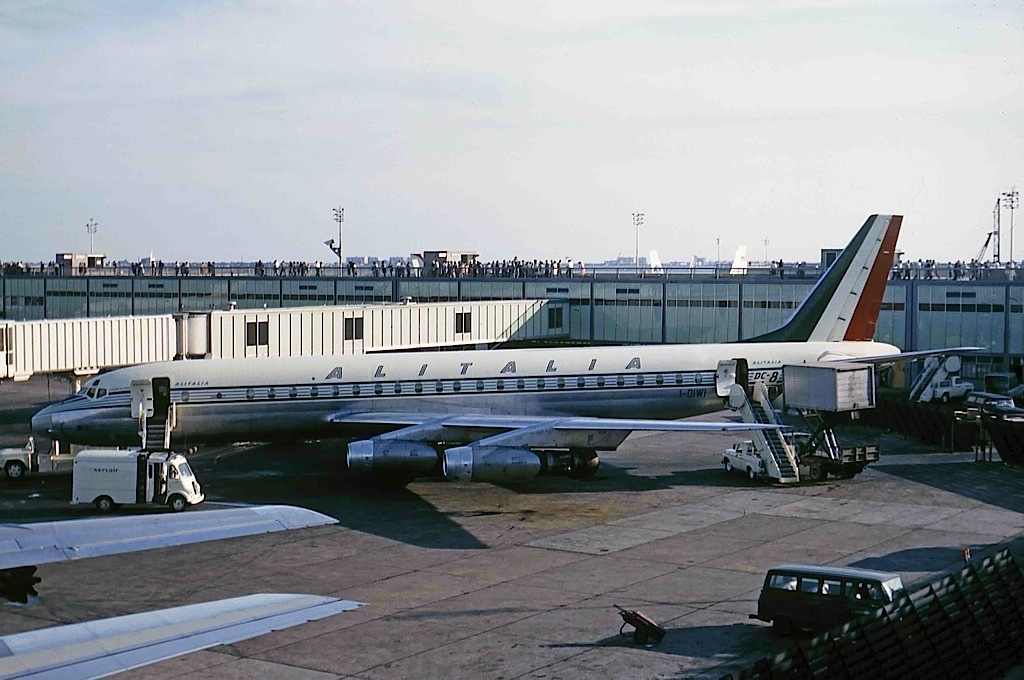
ダグラスDC-8-43
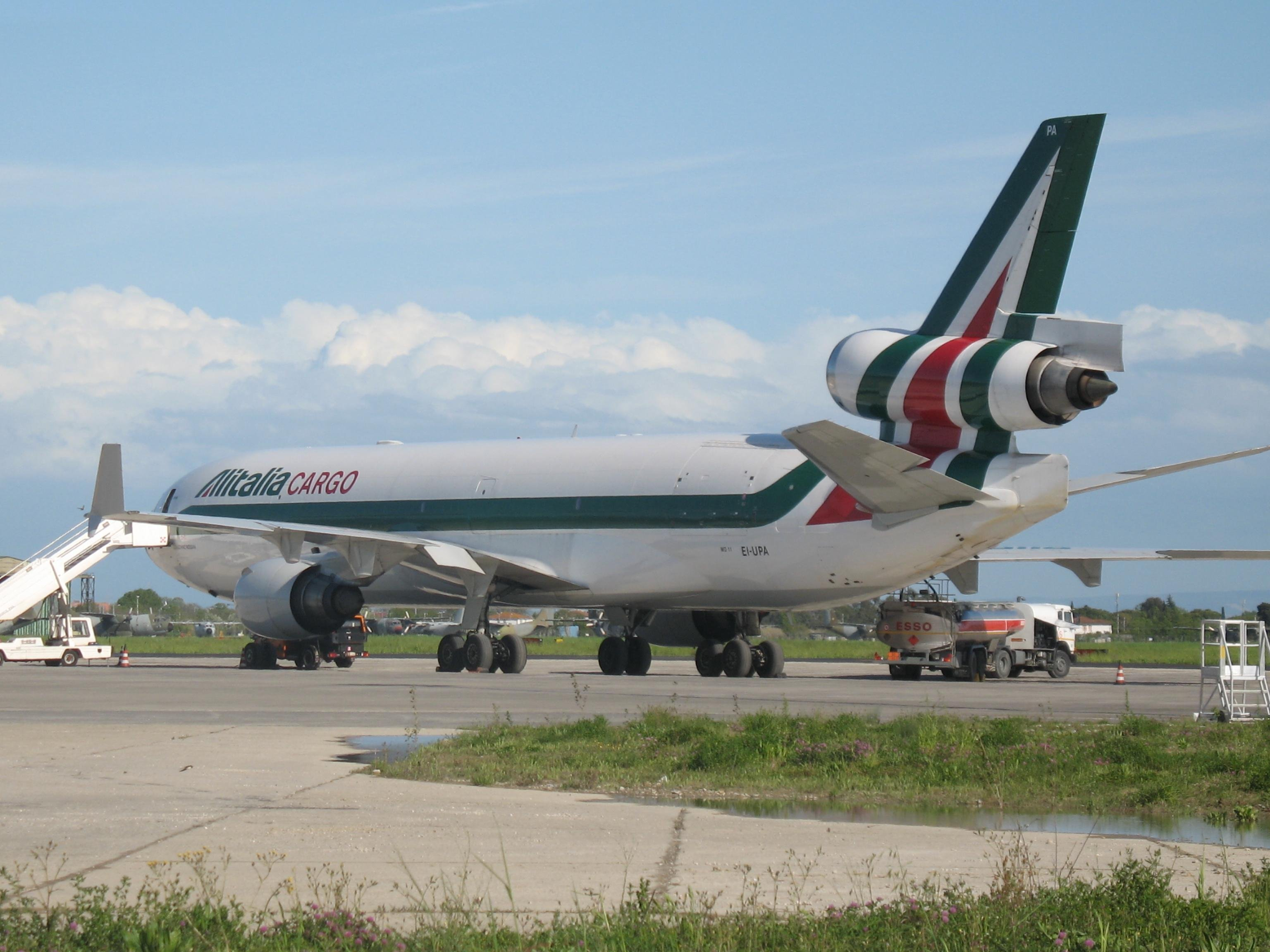
マクドネル・ダグラスMD-11F
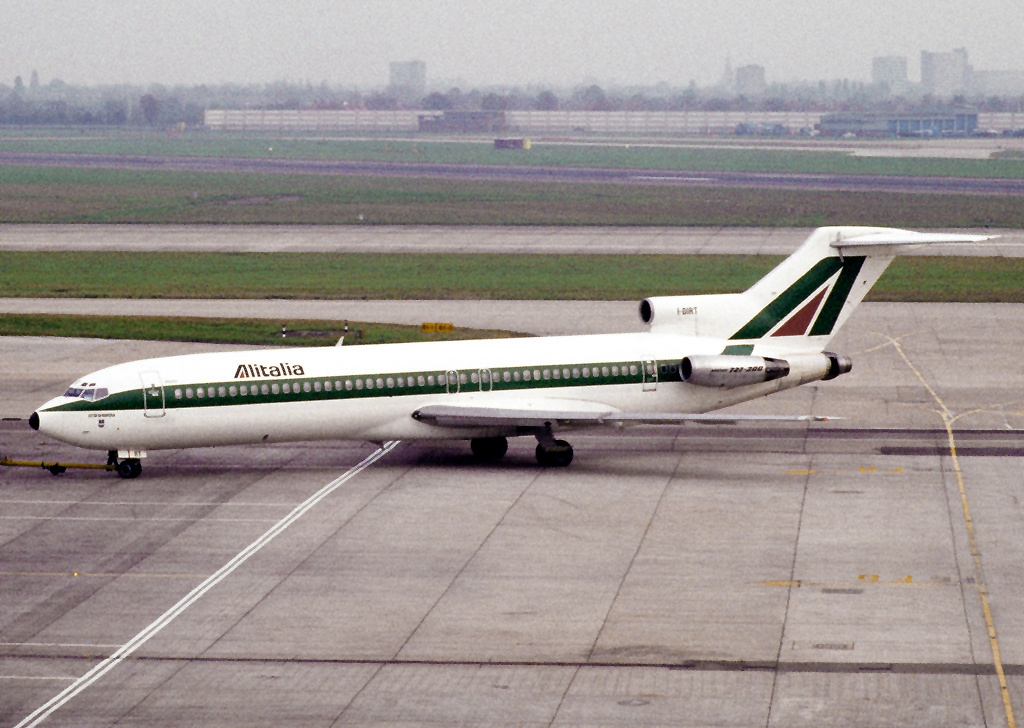
ボーイング727-200
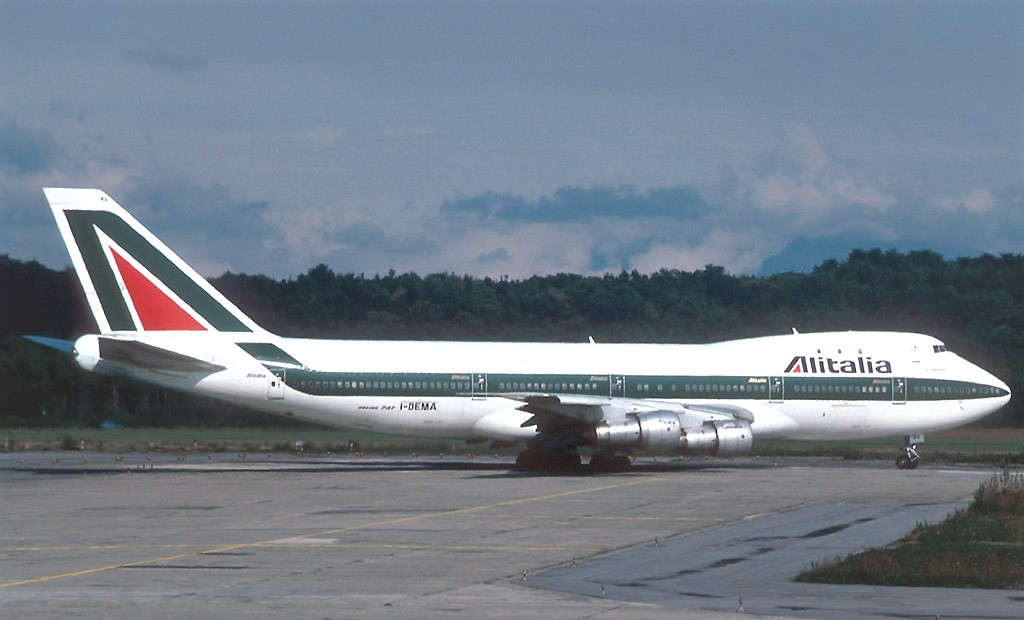
ボーイング747-100
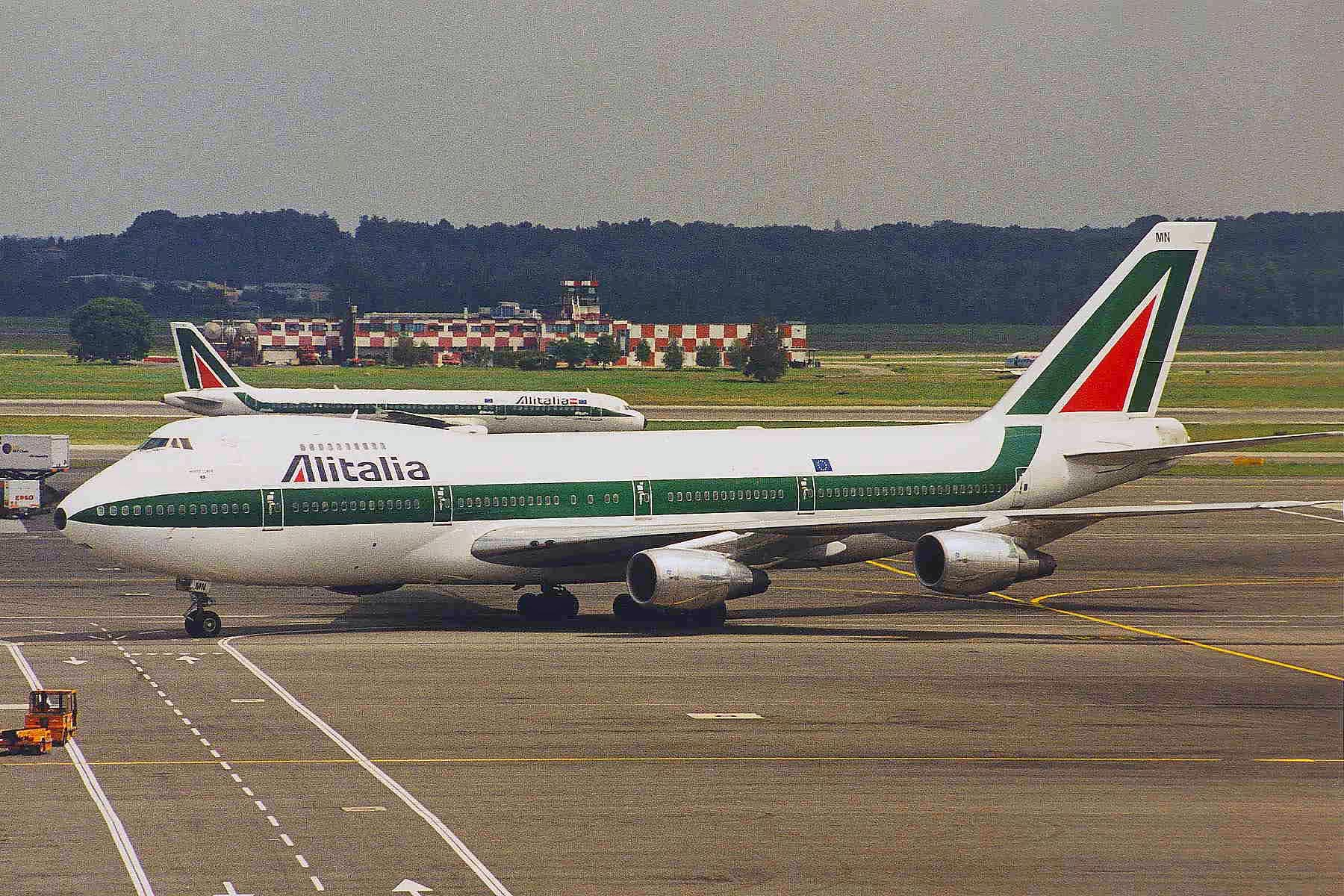
ボーイング747-200B
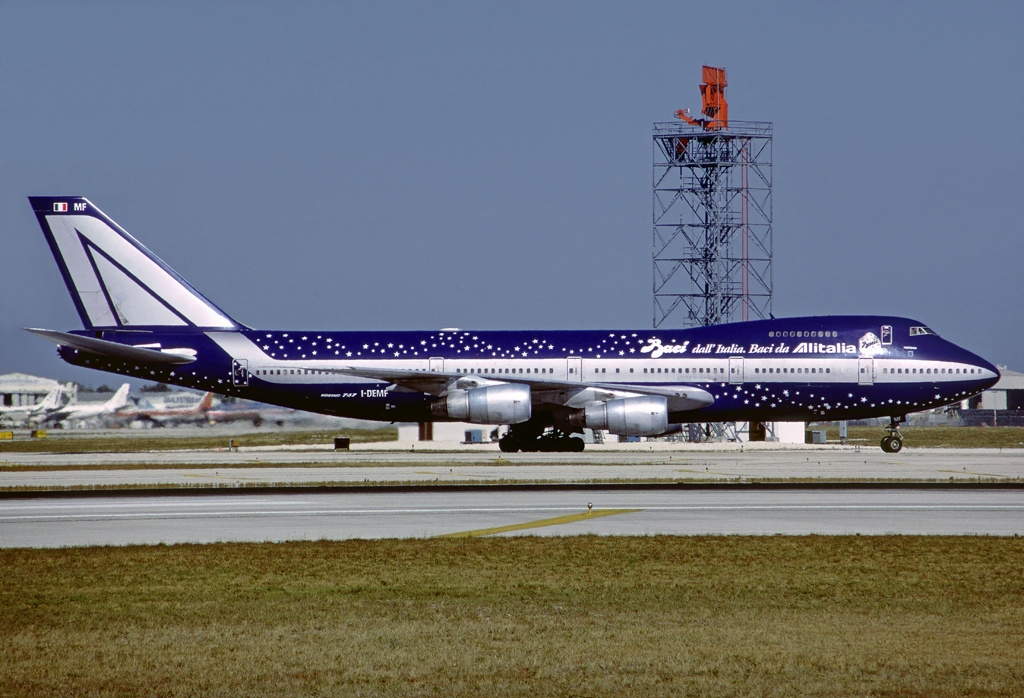
ボーイング747-200BM（特別塗装）
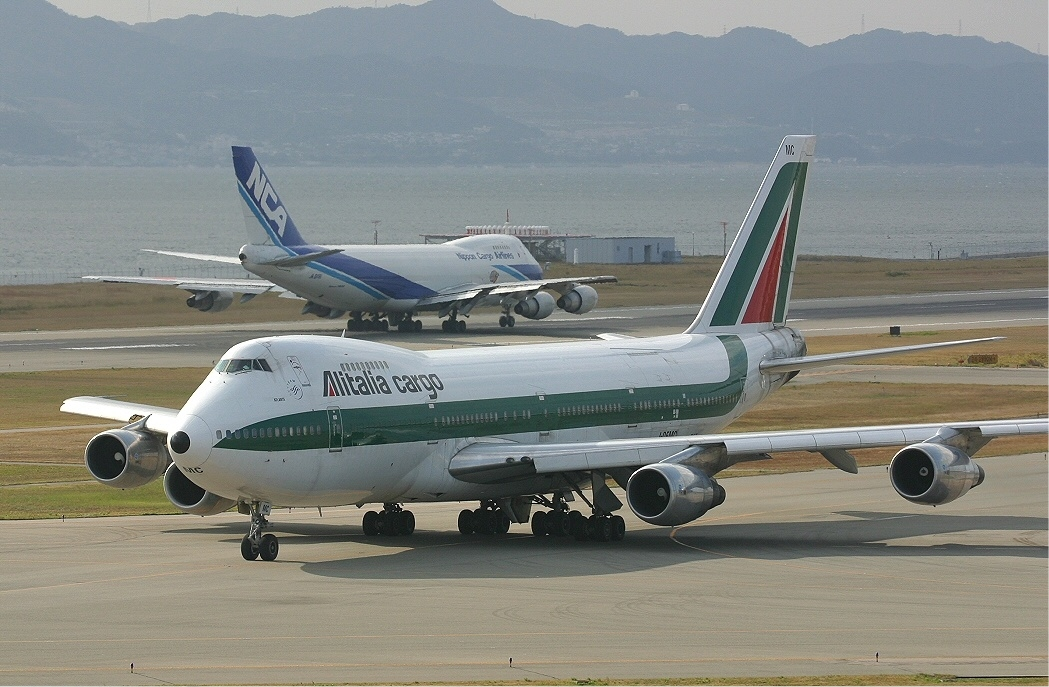
ボーイング747-200F
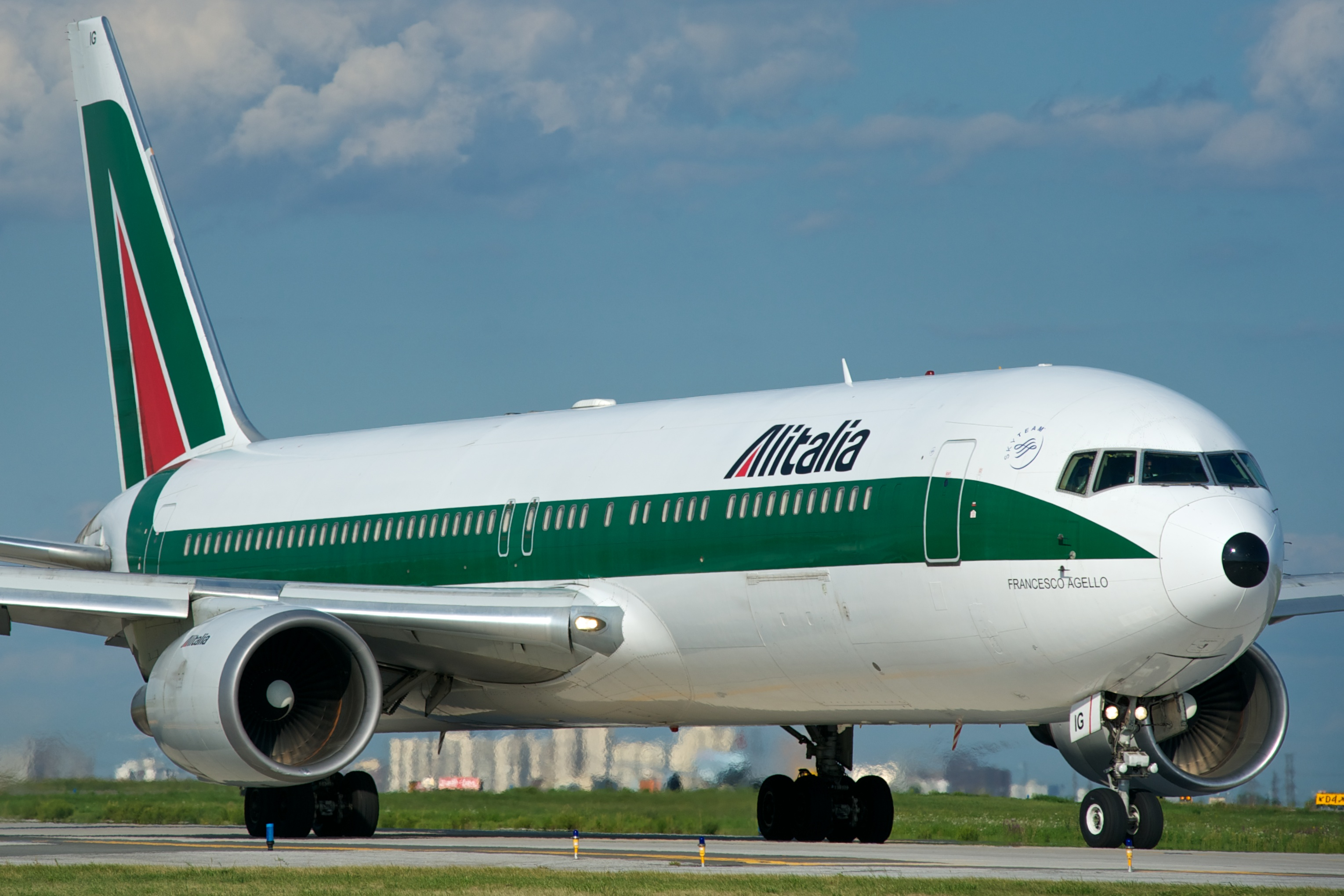
ボーイング767-300ER

## 就航都市
2021年10月15日以降国営フラッグキャリアITA(Italy Air Transport)へ移管と同時にイタリアの空港におけるアリタリア航空の発着枠の大半も譲渡予定のため縮小見込み
（長距離国際線では東京/羽田・ボストン・ニューヨーク・マイアミは存続予定）。
| アリタリア-イタリア航空 就航都市（2021年9月現在） | アリタリア-イタリア航空 就航都市（2021年9月現在） | アリタリア-イタリア航空 就航都市（2021年9月現在） | アリタリア-イタリア航空 就航都市（2021年9月現在） | アリタリア-イタリア航空 就航都市（2021年9月現在） |
| ------------------------------------------------- | ------------------------------------------------- | ------------------------------------------------- | ------------------------------------------------- | ------------------------------------------------- |
| 国                                                | 都市                                              | 空港                                              | 備考                                              |                                                   |
| ヨーロッパ                                        |                                                   |                                                   |                                                   |                                                   |
| イタリア                                          | ローマ                                            | フィウミチーノ空港                                | メインハブ空港                                    |                                                   |
| イタリア                                          | ミラノ                                            | ミラノ・マルペンサ国際空港                        | 焦点都市                                          |                                                   |
| イタリア                                          | ミラノ                                            | ミラノ・リナーテ国際空港                          | 焦点都市                                          |                                                   |
| イタリア                                          | ヴェネツィア                                      | ヴェネツィア・テッセラ空港                        | 焦点都市                                          |                                                   |
| イタリア                                          | ナポリ                                            | ナポリ・カポディキーノ国際空港                    | 焦点都市                                          |                                                   |
| イタリア                                          | トリノ                                            | トリノ空港                                        | 焦点都市                                          |                                                   |
| イタリア                                          | シチリア島                                        | カターニア・フォンタナロッサ空港                  | 焦点都市                                          |                                                   |
| イタリア                                          | ベルガモ                                          | オーリオ・アル・セーリオ空港                      |                                                   |                                                   |
| イタリア                                          | アルゲーロ                                        | アルゲーロ・フェルティリア空港                    |                                                   |                                                   |
| イタリア                                          | アンコーナ                                        | アンコーナ空港                                    |                                                   |                                                   |
| イタリア                                          | バーリ                                            | バーリ国際空港                                    |                                                   |                                                   |
| イタリア                                          | ボローニャ                                        | ボローニャ空港                                    |                                                   |                                                   |
| イタリア                                          | ブリンディジ                                      | ブリンディジ空港                                  |                                                   |                                                   |
| イタリア                                          | サルデーニャ島                                    | カリャリ空港                                      |                                                   |                                                   |
| イタリア                                          | クロトーネ                                        | クロトーネ空港                                    |                                                   |                                                   |
| イタリア                                          | フィレンツェ                                      | フィレンツェ・ペレトラ空港                        |                                                   |                                                   |
| イタリア                                          | ジェノヴァ                                        | ジェノヴァ・クリストーフォロ・コロンボ空港        |                                                   |                                                   |
| イタリア                                          | ラメーツィア・テルメ                              | ラメーツィア・テルメ空港                          |                                                   |                                                   |
| イタリア                                          | ランペドゥーザ島                                  | ランペドゥーザ空港                                |                                                   |                                                   |
| イタリア                                          | パレルモ                                          | パレルモ空港                                      |                                                   |                                                   |
| イタリア                                          | パンテッレリーア                                  | パンテッレリーア空港                              |                                                   |                                                   |
| イタリア                                          | ペルージャ                                        | ペルージャ空港                                    |                                                   |                                                   |
| イタリア                                          | ペスカーラ                                        | ペスカーラ空港                                    |                                                   |                                                   |
| イタリア                                          | ピサ                                              | ガリレオ・ガリレイ国際空港                        |                                                   |                                                   |
| イタリア                                          | レッジョ・ディ・カラブリア                        | レッジョ・ディ・カラブリア空港                    |                                                   |                                                   |
| イタリア                                          | ヴェローナ                                        | ヴェローナ空港                                    |                                                   |                                                   |
| イタリア                                          | ヴェネツィア                                      | ヴェネツィア・テッセラ空港                        |                                                   |                                                   |
| イタリア                                          | フリウリ＝ヴェネツィア・ジュリア                  | フリウリ＝ヴェネツィア・ジュリア空港              |                                                   |                                                   |
| アルバニア                                        | ティラナ                                          | ティラナ国際空港                                  |                                                   |                                                   |
| オーストリア                                      | ウィーン                                          | ウィーン国際空港                                  |                                                   |                                                   |
| ベルギー                                          | ブリュッセル                                      | ブリュッセル国際空港                              |                                                   |                                                   |
| チェコ                                            | プラハ                                            | ルズィニエ国際空港                                |                                                   |                                                   |
| フランス                                          | パリ                                              | シャルル・ド・ゴール国際空港                      |                                                   |                                                   |
| フランス                                          | パリ                                              | オルリー空港                                      |                                                   |                                                   |
| フランス                                          | ニース                                            | コート・ダジュール空港                            |                                                   |                                                   |
| ドイツ                                            | フランクフルト                                    | フランクフルト空港                                |                                                   |                                                   |
| ドイツ                                            | ベルリン                                          | ベルリン・テーゲル空港                            |                                                   |                                                   |
| ドイツ                                            | ミュンヘン                                        | ミュンヘン国際空港                                |                                                   |                                                   |
| ギリシャ                                          | アテネ                                            | アテネ国際空港                                    |                                                   |                                                   |
| ギリシャ                                          | テッサロニキ                                      | テッサロニキ・マケドニア国際空港                  |                                                   |                                                   |
| マルタ                                            | マルタ                                            | マルタ国際空港                                    |                                                   |                                                   |
| オランダ                                          | アムステルダム                                    | アムステルダム・スキポール空港                    |                                                   |                                                   |
| ポーランド                                        | ワルシャワ                                        | ワルシャワ・フレデリック・ショパン空港            |                                                   |                                                   |
| ルーマニア                                        | ブカレスト                                        | アンリ・コアンダ国際空港                          |                                                   |                                                   |
| ロシア                                            | サンクトペテルブルク                              | プルコヴォ空港                                    |                                                   |                                                   |
| ロシア                                            | モスクワ                                          | シェレメーチエヴォ国際空港                        |                                                   |                                                   |
| セルビア                                          | ベオグラード                                      | ベオグラード・ニコラ・テスラ空港                  |                                                   |                                                   |
| スペイン                                          | マドリード                                        | アドルフォ・スアレス・マドリード＝バラハス空港    |                                                   |                                                   |
| スペイン                                          | バルセロナ                                        | バルセロナ・エル・プラット国際空港                |                                                   |                                                   |
| スペイン                                          | マラガ                                            | マラガ＝コスタ・デル・ソル空港                    |                                                   |                                                   |
| スペイン                                          | バレンシア                                        | バレンシア空港                                    |                                                   |                                                   |
| スイス                                            | ジュネーヴ                                        | ジュネーヴ・コアントラン国際空港                  |                                                   |                                                   |
| イギリス                                          | ロンドン                                          | ロンドン・ヒースロー空港                          |                                                   |                                                   |
| イギリス                                          | ロンドン                                          | ロンドン・シティ空港                              |                                                   |                                                   |
| ウクライナ                                        | キエフ                                            | ボルィースピリ国際空港                            |                                                   |                                                   |
| トルコ                                            | イスタンブール                                    | イスタンブール空港                                |                                                   |                                                   |
| アフリカ                                          |                                                   |                                                   |                                                   |                                                   |
| エジプト                                          | カイロ                                            | カイロ国際空港                                    |                                                   |                                                   |
| チュニジア                                        | チュニス                                          | チュニス・カルタゴ国際空港                        |                                                   |                                                   |
| モロッコ                                          | カサブランカ                                      | ムハンマド5世国際空港                             |                                                   |                                                   |
| アルジェリア                                      | アルジェ                                          | ウアリ・ブーメディアン空港                        |                                                   |                                                   |
| リビア                                            | トリポリ                                          | トリポリ国際空港                                  |                                                   |                                                   |
| ガーナ                                            | アクラ                                            | コトカ国際空港                                    |                                                   |                                                   |
| ナイジェリア                                      | ラゴス                                            | ムルタラ・モハンマド国際空港                      |                                                   |                                                   |
| 北アメリカ                                        |                                                   |                                                   |                                                   |                                                   |
| カナダ                                            | トロント                                          | トロント・ピアソン国際空港                        |                                                   |                                                   |
| アメリカ合衆国                                    | シカゴ                                            | シカゴ・オヘア国際空港                            |                                                   |                                                   |
| アメリカ合衆国                                    | ニューヨーク                                      | ジョン・F・ケネディ国際空港                       |                                                   |                                                   |
| アメリカ合衆国                                    | ニューヨーク                                      | ニューアーク・リバティー国際空港                  |                                                   |                                                   |
| アメリカ合衆国                                    | ロサンゼルス                                      | ロサンゼルス国際空港                              |                                                   |                                                   |
| アメリカ合衆国                                    | マイアミ                                          | マイアミ国際空港                                  |                                                   |                                                   |
| 中央アメリカ                                      |                                                   |                                                   |                                                   |                                                   |
| メキシコ                                          | メキシコ                                          | メキシコシティ国際空港                            | 2016年6月16日より就航予定                         |                                                   |
| 南アメリカ                                        |                                                   |                                                   |                                                   |                                                   |
| ブラジル                                          | サンパウロ                                        | グアルーリョス国際空港                            |                                                   |                                                   |
| アルゼンチン                                      | ブエノスアイレス                                  | エセイサ国際空港                                  |                                                   |                                                   |
| ベネズエラ                                        | カラカス                                          | シモン・ボリバー空港                              |                                                   |                                                   |
| 東アジア                                          |                                                   |                                                   |                                                   |                                                   |
| 日本                                              | 東京                                              | 東京国際空港                                      | 2020年3月29日成田から移管                         |                                                   |
| 西アジア                                          |                                                   |                                                   |                                                   |                                                   |
| イラン                                            | テヘラン                                          | エマーム・ホメイニー国際空港                      |                                                   |                                                   |
| イスラエル                                        | テルアビブ                                        | ベン・グリオン国際空港                            |                                                   |                                                   |
| レバノン                                          | ベイルート                                        | ラフィク・ハリリ国際空港                          |                                                   |                                                   |
| シリア                                            | ダマスカス                                        | ダマスカス国際空港                                |                                                   |                                                   |
| 休・廃止路線                                      |                                                   |                                                   |                                                   |                                                   |
| 日本                                              | 東京                                              | 成田国際空港                                      | 2020年3月29日羽田に移管                           |                                                   |
| 日本                                              | 大阪                                              | 関西国際空港                                      | 2015/3/29撤退                                     |                                                   |
| 中国                                              | 北京                                              | 北京首都国際空港                                  |                                                   |                                                   |
| 中国                                              | 上海                                              | 上海浦東国際空港                                  |                                                   |                                                   |

### 日本路線
1962年（昭和37年）5月21日（月曜日）にローマからDC-8によって南廻りで東京（羽田）空港に乗入れを開始した。その後機材をボーイング747やマクドネル・ダグラスDC-10に変更するとともに、1978年に当時の新東京国際空港（現成田国際空港）開港後は乗入れ先を成田に変更。またその後、大阪にも乗入れを開始した。
1990年代には全ての便を直行便化するとともに、機材をマクドネル・ダグラスMD-11やボーイング767-300に変更し、2020年2月現在はボーイング777もしくはエアバスA330にて運航されている。2012年6月現在、成田国際空港からのローマ便はデイリー運航の週10便、ミラノ便は週4便が運航。
2014年4月2日に成田 - ヴェネツィア線に就航した ことに伴い、成田 - ローマ線を週10便から週7便に減便。捻出された週3便のうち週2便を成田 - ヴェネツィア線に振り分けたほか、成田 - ミラノ・マルペンサ線を週4便から週5便に変更した。しかし同社の経営再建を目的に、2015年3月28日をもって関西 - ローマ線と成田 - ヴェネツィア線を運休させた。一方、成田 - ミラノ線は翌3月29日より週5便から週7便へ増やし、成田 - ローマ線と併せてダブルデイリー体制を維持する。
- 東京（羽田国際空港） - ローマ（フィウミチーノ国際空港） : 最大週5便（需要調整）[48]
- 東京（成田国際空港） - ローマ（フィウミチーノ国際空港） : 最大週3便（貨物便）[49]

2020年3月下旬より、成田 - ローマ線に加え東京国際空港/羽田 - ローマ線の運航を開始することになり、同社の東京国際空港発着の定期便が42年ぶりに復活することとなる。成田線は週3便、羽田線は週7便運航し東京 - ローマ間は週10便の運航となる。また成田 - ミラノ線は週4便運航予定としていたが2020年2月に中国で発生した新型コロナウィルス感染症により国際線需要が減少し羽田線は開設延期し、成田線も旅客便運休し21年からは貨物便を成田 - ローマ間で運航し、羽田線開設は2021年7月9日五輪選手団輸送まで延期された。

## サービス

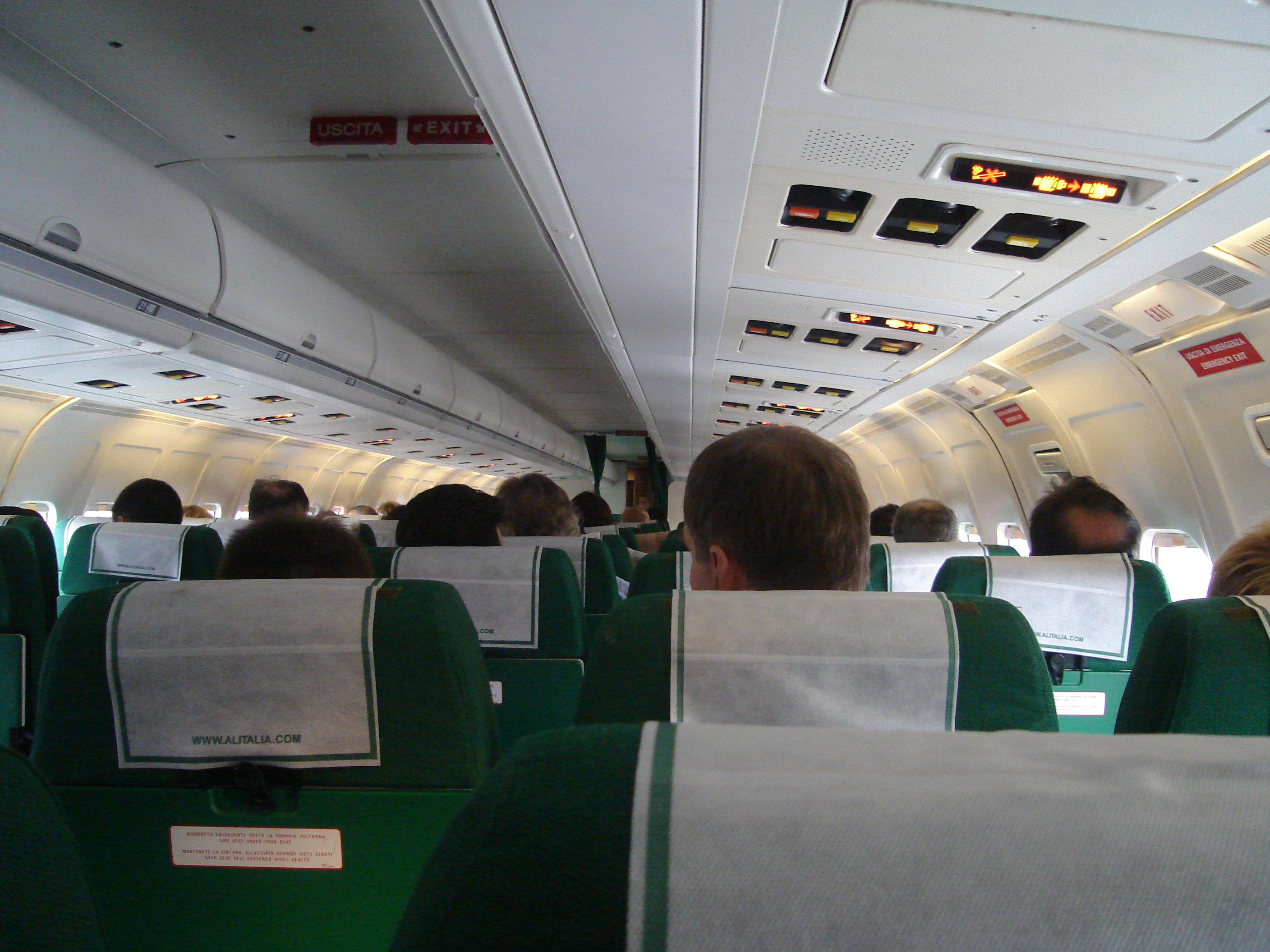
MD-82の機内
座席にも緑色 (Verde;ヴェルデ) が使われている

### 機内サービス
日本路線には、ビジネスクラスとして「マニフィカ (magnifica) 」と「オッティマ (ottima)」、エコノミークラスとして「クラシカ (classica)」と「クラシカプラス (classica plus)」が設定されている。なお、全ての日本便に日本人の客室乗務員が複数名乗務している。
「クラシカプラス（classica plus）」は別名「プレミアム・エコノミー」として案内されており、一般のエコノミーより広いシートピッチ (+20%)と幅で提供されている。専用チェックインカウンター・受託手荷物が2個(1個最大23kg)まで無料・機内優先搭乗のサービスを受けることが出来るが、機内での飲食についてはエコノミーと同一である。シートにはUSB端子があり、ポータブル機器の充電が可能である。
ハネムーンで利用する場合、搭乗の7日前までに手配すると食事内容が特別メニューとなるサービスがある。また、「マニフィカ」をフルムーンで利用すると、食事後に特製ケーキが付く。こちらも搭乗の7日前までに手配が必要。いずれも日本発のアリタリア-イタリア航空による運航においてのみのサービスである。

### マイレージ
マイレージサービスである「ミッレミリア」は、大韓航空やデルタ航空、エールフランス航空などのスカイチーム加盟航空会社のほか、カンタス航空と提携している。

## 事故
- 1962年7月7日、シドニー国際空港発フィウミチーノ空港行きのアリタリア航空771便（ダグラス DC-8-43）がボンベイから北東に約84キロの地点に墜落し、乗員乗客94人全員が死亡した（アリタリア航空771便墜落事故）。
- 1972年5月5日、ローマ・フィウミチーノ空港発パレルモ国際空港行きのアリタリア航空112便（ダグラス DC-8-43）がパレルモ国際空港の南西5キロ地点に墜落し、乗員乗客115人全員が死亡した（アリタリア航空112便墜落事故）。
- 1978年12月23日、フィウミチーノ空港発ファルコーネ・ボルセリーノ国際空港行きのアリタリア航空4128便（ダグラス DC-9-32）がファルコーネ・ボルセリーノ国際空港手前のティレニア海に墜落し、乗員乗客129人中108人が死亡した（アリタリア航空4128便墜落事故）。
- 1990年11月14日、リナーテ空港発チューリッヒ国際空港行きのアリタリア航空404便（ダグラス DC-9-32）がチューリッヒ国際空港近郊のヴァイアッハ（英語版）の森に墜落し、乗員乗客46人全員が死亡した（アリタリア航空404便墜落事故）。
- 2019年5月2日、乗客乗員255人を乗せてフィウミチーノ空港を発ち、成田国際空港へ最終アプローチ中だったAZA784便、ボーイング777-243ER型機(EI-DBM)が乱気流に巻き込まれ、3人の客室乗務員が頭を切るなどの怪我をした。乗客に怪我は出なかった[51]。また同機とほぼ同じタイミングで、ソウル仁川発成田行きティーウェイ航空201便も福島県と茨城県の県境付近上空で乱気流に遭遇。乗員・乗客186人のうち、客室乗務員1人が右足首を骨折する重傷を負った[52]。

## 不祥事
ローマ（フィウミチーノ空港）からカラブリア州への便で荷物の紛失が多発。2013年5月3日にローマ（フィウミチーノ国際空港）で機内預けの荷物を盗んだとして、社員49人が逮捕される。さらに、ミラノ・リナーテ国際空港、ナポリ・カポディキーノ国際空港でも同様の事件があり、37人が逮捕、ローマの件と合わせて計86人が逮捕された。イタリアの警察は、1年半をかけて捜査を行なっていた。